# Tozeur
Tozeur er en by i det vestlige Tunesien, med et indbyggertal (pr. 2014) på cirka 37.365. Byen er hovedstad i et governorat af samme navn.